# Lac des Grandes Baies
Lac des Grandes Baies är en sjö i Kanada.   Den ligger i regionen Laurentides och provinsen Québec, i den sydöstra delen av landet, 120 km norr om huvudstaden Ottawa. Lac des Grandes Baies ligger 268 meter över havet.
I omgivningarna runt Lac des Grandes Baies växer i huvudsak blandskog. Runt Lac des Grandes Baies är det mycket glesbefolkat, med 5 invånare per kvadratkilometer.